# 久喜市立栗橋東中学校
久喜市立栗橋東中学校（くきしりつ くりはしひがしちゅうがっこう）は、埼玉県久喜市栗橋にある公立中学校。

## 概要
久喜市栗橋地区の東部に立地する。栗橋地区（栗橋駅周辺と東武日光線の線路東側）および南栗橋地区（南栗橋駅周辺と線路東側）などが学区である。
学校の近くに東武鉄道南栗橋車両管区がある。
生徒数は2014年（平成26年）9月1日現在で男子234人、女子260人、合計494人（久喜市立栗橋東中学校ホームページ）。

## 沿革
- 1947年（昭和22年）4月1日 - 学制改革により、栗橋町大字間鎌の青年学校を新制中学校に充当する形で設立される。1年間、青年学校を併置。
- 1950年（昭和25年）
  - 3月18日 - 校名を組合立栗橋中学校と改める。
  - 4月1日 - 組合立より独立。
- 1951年（昭和26年）5月27日 - 校舎落成。
- 1958年（昭和33年）3月1日 - 校名を栗橋東中学校と改める。
- 1962年（昭和37年）9月30日 - 校歌制定。
- 1970年（昭和45年）11月11日 - 創立20周年記念式典を挙行。
- 1977年（昭和52年）12月1日 - 文部省委嘱による研究発表（生徒指導）。
- 1979年（昭和54年）
  - 12月21日 - 新校舎（現在地）へ移転。
  - 12月25日 - 新校舎竣工式、開校30周年記念式典挙行。
- 1982年（昭和57年）11月12日 - 文部省委嘱による研究発表（道徳教育）。
- 1987年（昭和62年）
  - 1月27日 - 文部省委嘱による研究発表（中学校機器利用英語教育）。
  - 7月15日 - 校旗新調。
- 1996年（平成8年）6月1日 - さわやか相談室設置。
- 1999年（平成11年）5月29日 - 創立50周年記念式典挙行。
- 2003年（平成15年）4月1日 - 特殊学級設置（知的学級1）
- 2010年（平成22年）
  - 3月23日 - 1市3町合併により、久喜市立栗橋東中学校と改める。
  - 4月1日 - 特別支援学級設置（知的学級1、自閉・情緒学級1）。
- 2010年（平成22年）12月 - 教育用および校務用情報機器設置（SV1台・PC6台）。
- 2011年（平成23年）8月 - 体育館耐震工事。
- 2012年（平成24年）
  - 3月 - 体育館フロアー床修理（新ライン含む）。
  - 5月25日 - 久喜市教育委員会委嘱「道徳教育」（心豊かに行動できる生徒の育成）。
- 2013年（平成25年）
  - 2月15日 - 久喜市教育委員会委嘱「道徳教育」中間発表（紙上にて）。
  - 9月18日 - 「平成25年度埼玉県学校緑化コンクール」で中学校の部優良校を受賞する。
  - 9月27日 - 体育館の横看板ならびに国旗・市旗・校旗を新調する。
  - 12月13日 - 平成24・25年度久喜市教育委員会委嘱による研究発表会を行う。研究主題は「心豊かに主体的に行動する生徒の育成〜ふれあい、体験を通した心に響く道徳教育の推進〜」。

## 施設
- 校舎（教室・コンピュータ室・多目的室・被服室・調理室・木工室・金工室・理科室2室・職員室・会議室・図書室・音楽室）
- 体育館
- プール
- テニスコート
- 駐輪場

## 教育方針
「自ら学び正しく判断して行動する生徒」 賢く - 優しく - 健やかに　　　　　　　　　　
- 主体的に学習し、深く追求する生徒（知力）
- 素直に思いやり、つくし合える生徒（徳力）
- 心身ともに健康で、ねばり強い生徒（体力）

## 部活動
- 男女バスケットボール部
- 女子バレー部
- 男女卓球部
- 剣道部
- サッカー部
- 野球部
- 男女ソフトテニス部
- 吹奏楽部
- コンピュータ部
- 文芸部
- 陸上部
- 美術部

## 主な出身者
- 高橋昂也 - プロ野球選手・広島東洋カープ
  - 小学校3年次より栗橋ジャイアンツで野球を始め、同中学校在学時は久喜シニアへ所属。中学3年時の春に、関東大会へ出場[1]。その後の来歴は当人のページを参照。
- 小倉尚也 - K-1選手